# Japanse goudbrasem
De Japanse goudbrasem (Pagrus major) is een straalvinnige vis uit de familie van zeebrasems (Sparidae) en behoort derhalve tot de orde van baarsachtigen (Perciformes). De vis kan maximaal 100 cm lang en 9720 gram zwaar worden. 

## Leefomgeving
Pagrus major is een zoutwatervis. De vis prefereert een subtropisch klimaat en leeft hoofdzakelijk in de Grote Oceaan. De diepteverspreiding is 10 tot 200 m onder het wateroppervlak. 

## Relatie tot de mens
Pagrus major is voor de visserij van groot commercieel belang. In de hengelsport wordt er weinig op de vis gejaagd. De soort kan worden bezichtigd in sommige openbare aquaria. 